# آری-پکا لیوکنن
آری-پکا لیوکنن ((به فنلاندی: Ari-Pekka Liukkonen)؛ زادۀ ۹ فوریه ۱۹۸۹) شناگر فنلاندی است. او در مسابقات ۵۰ متر آزاد در بازی‌های المپیک تابستانی ۲۰۱۲ شرکت کرد. او رکورددار فنلاند در آن فاصله با زمان ۲۱٫۵۸ ثانیه و رکورددار دوره کوتاه در ۵۰ متر است. او همچنین رکورددار ۱۰۰ متر آزاد با ۴۹٫۴۴ ثانیه است. در بازی‌های المپیک ۲۰۱۶ او در ۵۰ و ۱۰۰ متر آزاد شرکت کرد.

## زندگی شخصی
در ۲ فوریه ۲۰۱۴، لیوکنن در مصاحبه با مجله Yle، همجنسگرا بودن خود را آشکار کرد. در نتیجه، او یکی از اولین ورزشکاران سطح بالا و آشکارا همجنس‌گرای فنلاندی است.